# BMW řady 7 (E38)
BMW řady 7 (E38) je třetí generace sedmé řady od automobilky BMW.
Generace E38 znamenala další radikální pokrok. V nabídce se objevily boční airbagy na předních sedadlech, dvouzónová automatická klimatizace, dešťový senzor nebo satelitní navigace. Poprvé byla řada 7 také nabízena s dieselovým motorem. V roce 1998 prošla faceliftem.
Toto BMW 7 bylo automobilem hlavního hrdiny ve filmu Kurýr a vozidlem Jamese Bonda ve filmu Zítřek nikdy neumírá.
Nabízené verze 1994–1998:
- 725tds (1996–1998)
- 728i (1995–1998)
- 730i (1994–1996)
- 735i (1996–1998)
- 740i (1994–1998)
- 750i (1994–1998)

Nabízené verze 1998–2001:
- 728i (1998–2001)
- 730d (1998–2001)
- 735i (1998–2001)
- 740i (1998–2001)
- 740d (1998–2001)
- 750i (1998–2001)